# 圣斯德望堂 (根特)
圣斯德望堂（荷兰语：Sint-Stefanuskerk）是一座天主教教堂、奥斯定会修道院的一部分，位于比利时根特。 该堂供奉圣斯德望。现在的建筑可追溯到1841年。
1606年的修道院已在1838年，几乎完全被大火烧毁。奥斯定会暂借加尔默罗会的教堂使用。该堂由让·巴普蒂斯特·德·贝茨设计重建，使用了一些从加尔默罗会教堂带回的器具，还配备了圣斯德望雕像和祭台。1841年12月26日圣斯德望瞻礼日，该堂举行祝圣仪式。钟楼于1849年完工。堂内的管风琴建于1873年。
1958年，教堂和修道院被列为历史古迹，在2009年被列为建筑遗产项目。
该堂是一个音乐会场地，主要演奏以管风琴为中心的宗教音乐 。2017年，举办一个主题为"幽默"的国际管风琴节，科隆主教座堂的教堂管风琴家温弗里德·布尼格参加，演奏巴赫、弗朗茨·勒恩多弗和纳吉·哈基姆等人的作品。 在“马丁路德年”（Maarten Luther-jaar）音乐会上，演奏了马克斯·雷格的《诗篇100篇》，由加布里埃尔·德绍尔和布鲁日圣救主主教座堂的教堂管风琴家伊格内斯·米歇尔斯演奏。

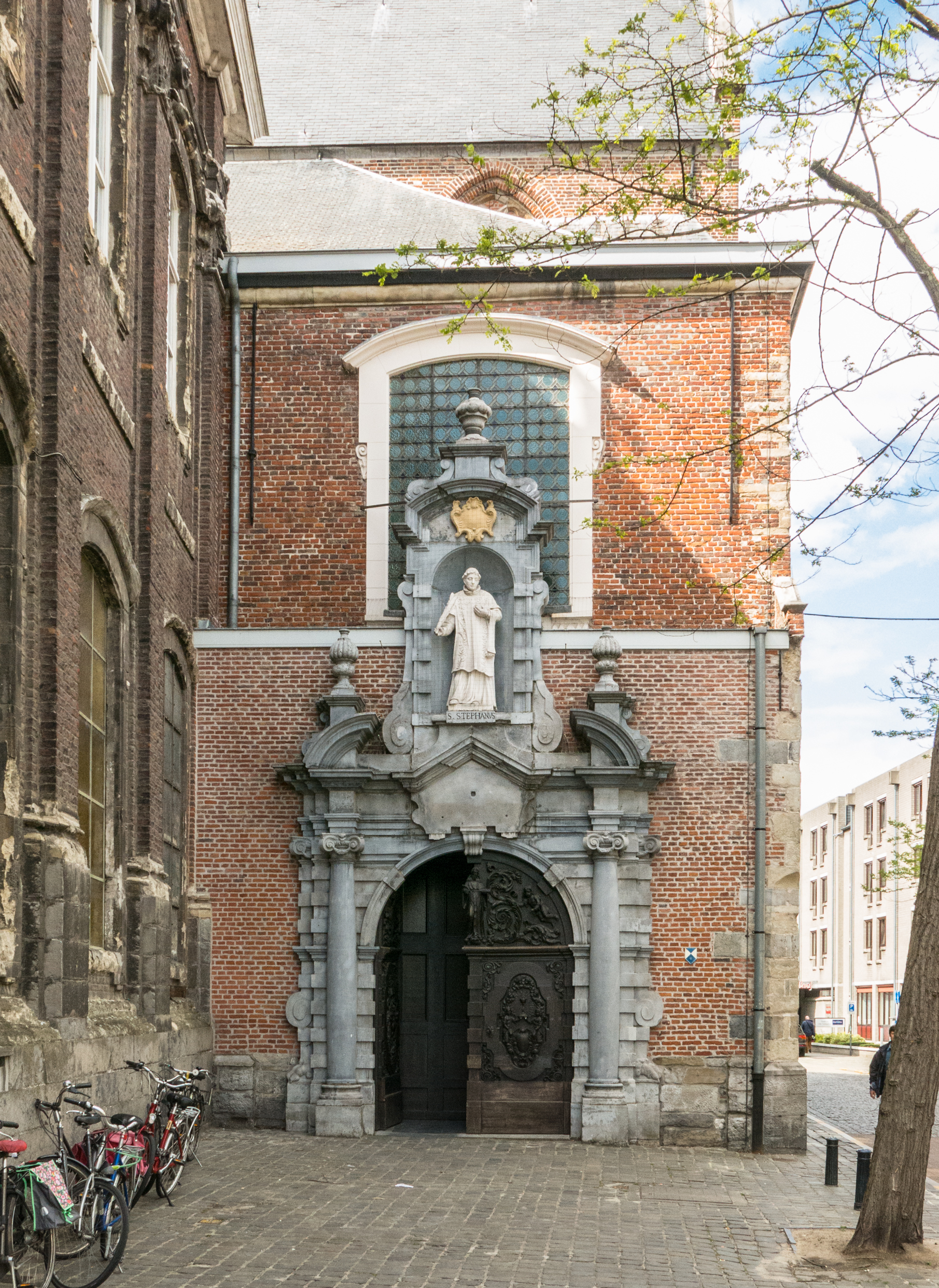
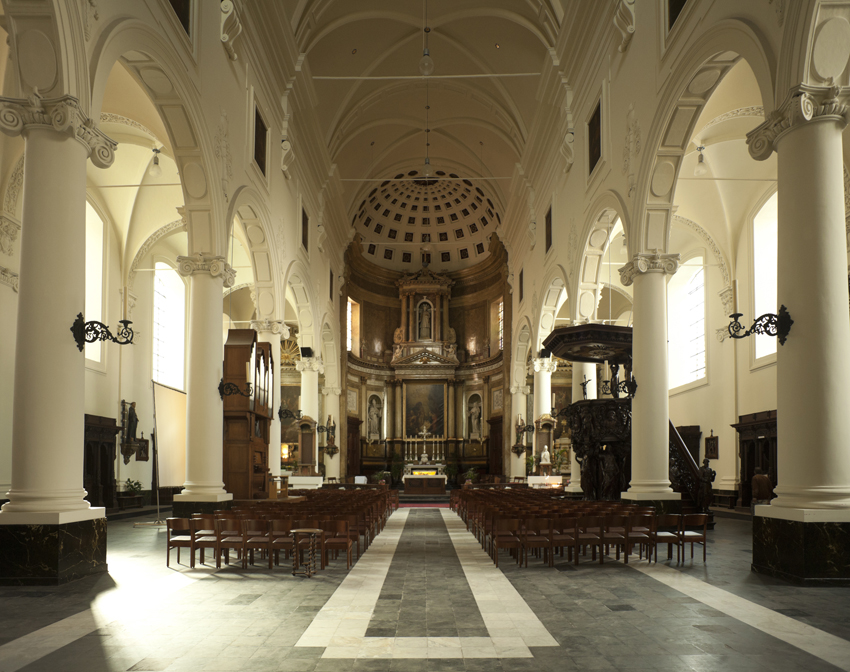
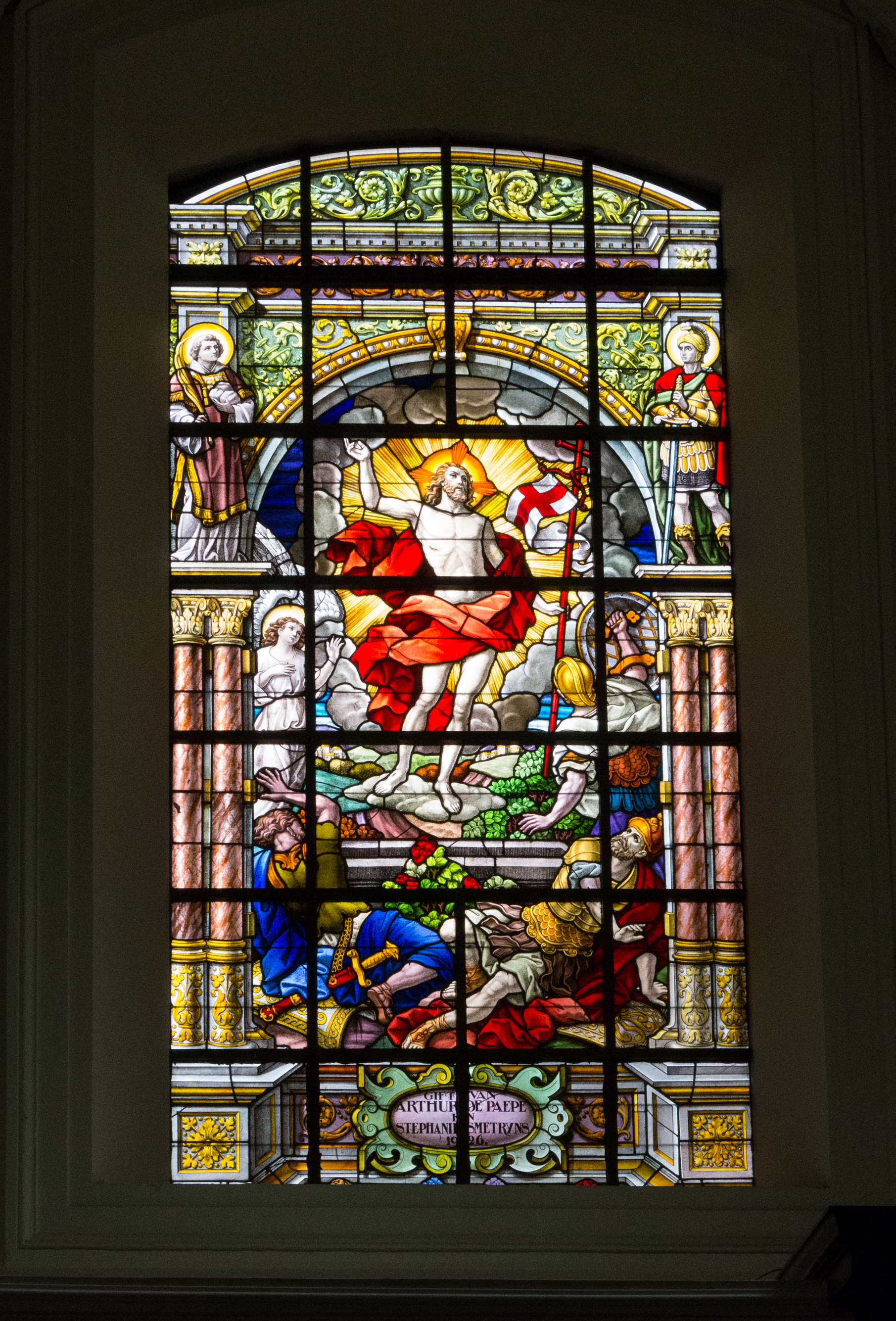